# Charles P. Stone
Charles Pomeroy Stone (Greenfield, 1824. szeptember 30. – New York, 1887. január 24.) az Amerikai Egyesült Államok hivatásos tisztje, mérnök és földmérő. Harcolt a mexikói–amerikai háborúban, és két tiszteletbeli előreléptetést szerzett a konfliktusban. Leszerelése után a mexikói kormány számára végzett földmérő munkát.
Az amerikai polgárháború kitörése után visszatért a hadsereghez. Stone volt az első önkéntes, aki az Unió hadseregébe belépett. A háború folyamán dandártábornokként szolgált. Kiemelkedő politikai jelentőségű volt az 1861 októberében lezajlott Ball’s Bluff-i ütközet, amelynek elvesztéséért őt tették felelőssé. Stone-t az ütközetben elhunyt Edward D. Baker renoméjának megmentése érdekében letartóztatták, és hat hónapra bebörtönözték. Nem volt tárgyalása, és szabadon engedése után nem kaphatott parancsnoki beosztást a háború végéig. Stone ezután az egyiptomi Khedive hadseregében szolgált. Ő építtette a New York-i Szabadság-szobor talapzatát.

## Katonai karrierje, házassága, és leszerelése utáni civil életútja

### Lőszerellátmányi tisztként
Stone a végzés után a West Pointon maradt tanítani, egy szemeszter erejéig segédprofesszor lett a földrajz, történelem és etika oktatója mellett 1845. augusztus 28-tól 1846. január 13-ig. Ezután a New York-i Watervliet Arzenál lőszerellátmányi segédtisztje lett, majd még 1846-ban a Virginia-félsziget csücskén épült Monroe erődbe került. A hadianyagraktárban dolgozott Benjamin Huger százados segédjeként, akivel később együtt harcolt Mexikóban.

### A mexikói háború
Winfield Scott vezérőrnagy hadseregében harcolt  a mexikói–amerikai háborúban, Stone-t 1847. március 3-án előléptették hadnaggyá. Első harci bevetése az ugyanebben a hónapba zajló Vera Cruz ostroma idején került sorra. Május 14-én részt vett az amazoque-i előcsatározásban, és augusztus 19-20-án a Contrerasi ütközetben. Harcolt szeptember 8-án a Molino del Rey-i csatában, és címzetes főhadnagyi előléptetést kapott érdemes és kiváló szolgálatai miatt e harcban.

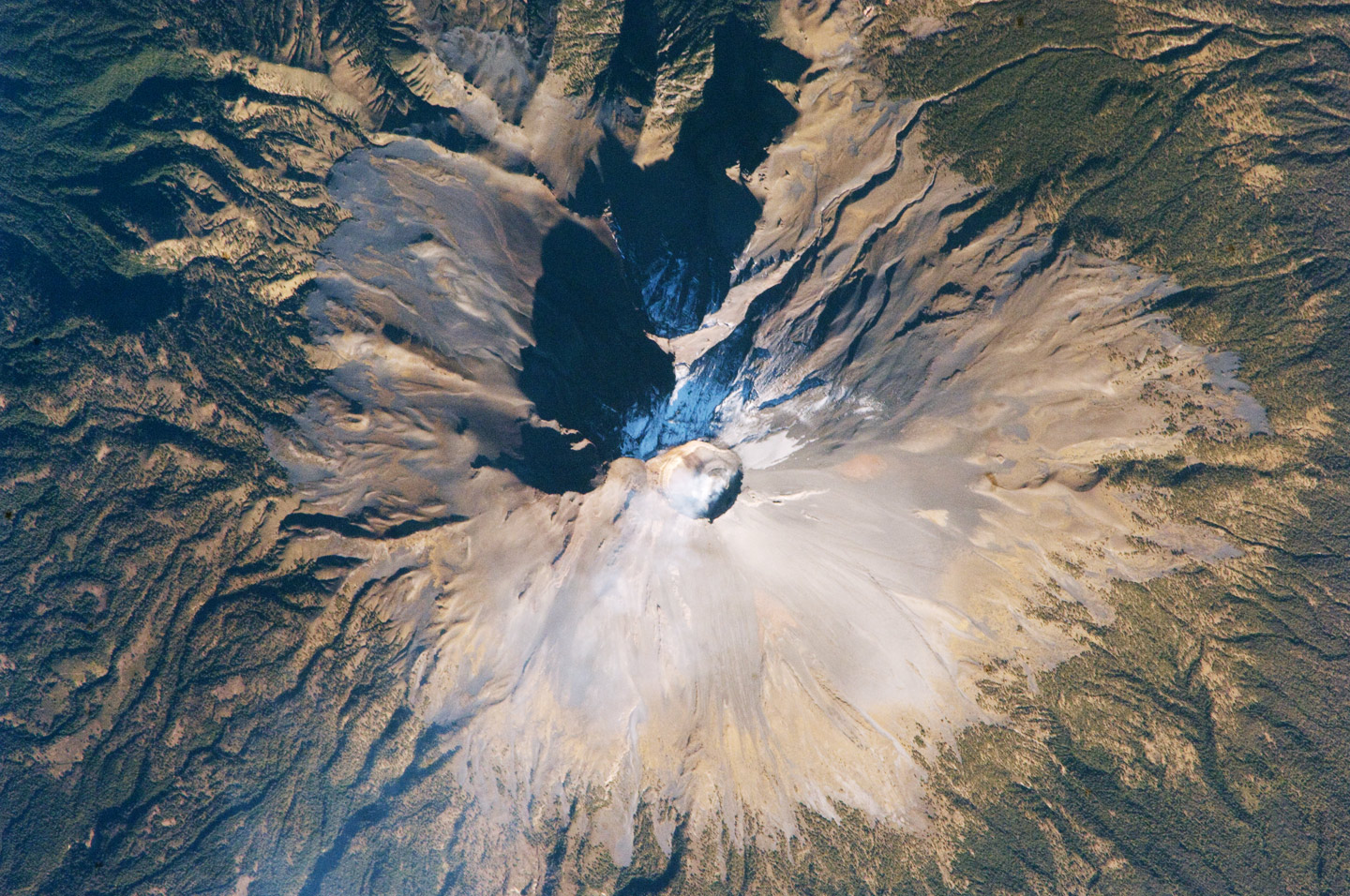
A mexikói Popocatépetl vulkán 2009-ben; Stone 1848-ban megmászta a csúcsát.

1847. szeptember 13-án Stone részt vett a Chapultepec ostromában és címzetes századosi előléptetést kapott a harcban tanusított bátorságáért. Ezt követően a Mexikóváros bevételénél is ott volt szeptember 15-én. Tagja volt annak a csapatnak, amely megmászta a Popocatépetl vulkánját és kitűzte rá az amerikai lobogót. Alapító tagja lett a mexikói tiszteket és katonákat összefogó katonai szerveztnek, az Aztec Clubnak.

### A leszerelés után
1856. november 17-én a hadseregtől leszerelt, mivel a fizetését elégtelennek ítélte a családja fenntartásához. San Franciscóban megpróbálkozott a bank szakmával, de 1857-ben a bank csődbe ment, miután egy alkalmazott elszökött a pénzével. Stone eztuán visszament Mexikóba és a kormánynak dolgozott különböző feladatokon. 1857-től 1860-ig a Sonorai sivatagot mérte fel földmérőként, 1858-tól pedig Alsó-Kaliforniát. 1858-tól 1859-ig Stone helyettesítette a guaymasi konzult Sonorában. 1860-ban visszatért az Egyesült Államokba a családjához és Washingtonban telepedett le. 1861-ben sajtó alá rendezte földmérői munkásságának feljegyzéseit, Notes on the State of Sonora (Feljegyzések Sonora államáról) címen.

### A polgárháború
Dél-Karolina elszakadási döntése után Stone Washington D. C.-ben írta a Sonorai feljegyzései kéziratát. Winfield Scott vezérőrnaggyal ebédelve az 1861. január 1-jével felkérte a fővárosi milícia hadsereg-felügyelőjének, ezredesi rangfokozatban. Így Stone lett az első önkéntes tiszt, aki belépett az Uniós hadseregbe a polgárháború kitörése előtt. Ebbéli minőségében biztosította a fővárosi rendet a megválasztott elnök, Abraham Lincoln érkezésekor és személyesen felelt a biztonságáért a beiktatásig. Legfontosabb cselekedete volt a puccsra készlődő déli milíciák és a Aranykör lovagjai titkos szervezetének terveit keresztülhúzni. Stone hírét vette, hogy baltimore-i milíciák a fővárostól délre eső területek milíciáival összefogva szándékoznak beszivárogni és a fővárost irányítását elragadni a beiktatás előtt. Stone elsőként egy gyanús milíciaparancsnokot kényszerített az Egyesült Államokra való esküt tenni, vagy minden rangjától megfosztatni. Az illető lemondott. A másodikat milíciája teljes névsorának átadására kényszerítettek, majd elvették fegyvereiket és vizsgálat alá vonták őket. Stone energikus intézkedései lehetetlenné tették a beiktatás előtti puccsot.
Május 14-én Stone-t kinevezték a 14. US. önkéntes ezred parancsnokának, majd augusztusban dandártábornok lett, melynek hatályát visszadátumozták május 17-re. Robert Patterson vezérőrnagy Shenandoah hadseregében szolgált a Bull Run-i csata idején júliusban. Ezután megkapta a Megfigyelő hadtestnek nevezett hadosztály parancsnokságát, mely a Potomac folyó felső folyásának gázlóit őrizte az ősz folyamán.
A parancsok kivitelezése és a fegyelem fenntartása érdekében Stone olyasmiket tett, ami felhívta állama kormányzója, John A. Andrew, és Charles Sumner, masshachusettsi szenátor figyelmét rá. Sumner és Andrew mindketten befolyásos republikánus politikusok voltak. Szeptember vége felé Stone kibocsátott egy parancsot, mely mely szerint emberei „ne szítsanak nyugtalanságot és rendszegést a színes szolgák között a környéken”. Két a csapataihoz szökött rabszolgát, akik a 20. massachusettsi önkéntesezrednél reméltek menedéket, azonnal visszaszolgáltatott tulajdonosuknak. Ezt parancsainak megfelelően, mind szövetségi, mind a marylandi törvény utasításainak megfelelően cselekedte. A 20. massachusettsi ezrednél azonban néhány abolicionista felháborodásában hazaírt családjának és képviselőjének az incidenst taglalva. Andrew kormányzó súlyos ledorongolást fogalmazott meg az ezredesnek, aki átadta a levelet Stone-nak. Stone válaszának tartalmát Bruce Catton történész a következőképpen összegezte: "ez az ezred az Egyesült Államok szolgálatában áll és a kormányzónak semmi köze a fegyelmi állapotokhoz, a fiatal hadnagy és az ezredes helyesen és utasításainak megfelelően cselekedett és semmiféle kormányzó nem vonhatja őket felelősségre, úgyhogy a jövőben ne foglalkozzék ilyesmivel."
Andrew és Stone között heves hangú leveleket váltottak, majd előbb bevonta Sumnter is, aki sietett Stone-t elítélni a szenátus előtt. Stone erre adott írásos válasza olyan keserű hangon és olyan megfogalmazásban íródott, hogy úgy érződött, írója párbajra hívta ki a szenátort. és tovább rontotta a helyzetet. Stone eljárását ezzel a két emberrel szemben tragikus következményekkel járt.

#### Ball's Bluff

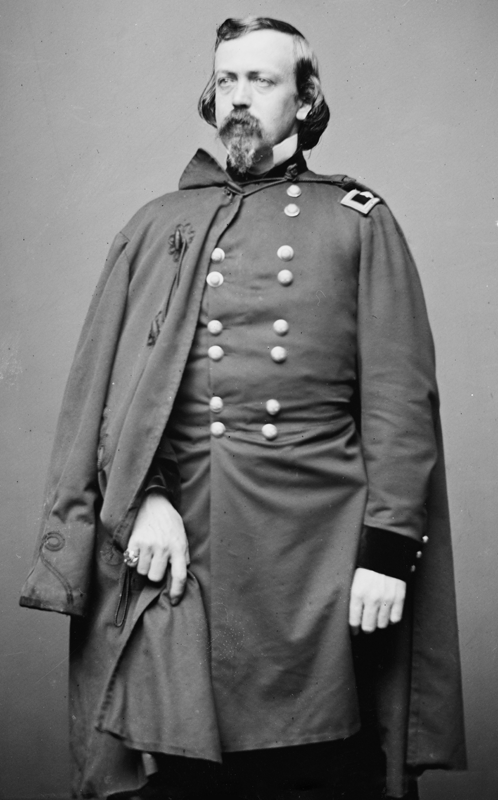
Charles P. Stone dandártábornok uniós egyenruhában.

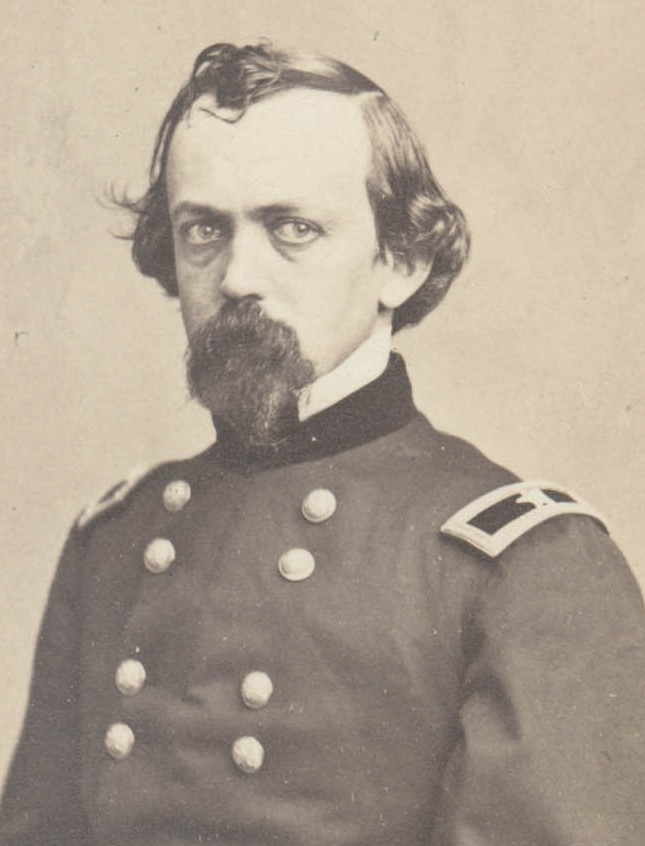
Stone az Unió tábornoki egyenruhájában.

1861. október 20-án, Stone utasítást kapott George B. McClellan vezérőrnagytól, hogy folytasson felderítést a Potomac túlpartján és jelentse a konföderációs tevékenységet Leesburg környékén. McClellan remélte, hogy Stone George A. McCall dandártábornok 13 000 fős, Dranesville irányába előrehatoló hadosztályával együtt harc nélkül kikényszeríti a konföderációs visszavonulást a területről. A következő, McClellan törzsétől jövő üzenet körvonalazza Stone parancsait:
|  | „McCall tábornok tegnap elfoglalta Dranesville-t és jelenleg is ott tartózkodik. Teljes felderítést fog kiküldeni minden irányba a mai nap folyamán. A vezénylő tábornok azt kívánja, hogy tartsa rajta a szemét Leesburgön, és állapítsa, hogy kiváltotta-e a visszavonulást. Egy kis demonstráció az Ön részéről talán meghozná a várt hatást és megmozdulnak.” |
|  | |

Ebből a parancsból Stone értelemszerűen azt hitte, hogy McCall segítsége rendelkezésére áll, amennyiben szükség volna rá; de a valóságban McClellan az előző nap, október 21-én már visszarendelte McCallt az előző helyére, Langley-be, a segítséget elérhetetlen távolba tolva. Stone hadosztálya 10 000 fős volt és a marylandi Poolesville közelében helyezkedett el, mintegy 12 kilométerre Leesburgtől. Az alakulat egy része a Potomac partján állomásozott. Tüzérségét Edward's Ferry mellé mozgatta, ahonnét lőhette a másik oldali erdőkben levő konföderációs erőket. Ezután három csónakban 100 embert küldött az 1. minnesotai önkéntes ezredből, akik rövid felderítés után esemény nélkül visszatértek. Napnyugta körül kb. 20 katonát kiküldött őrjáratba a 15. massachusettsi ezredtől, hogy Leesburg felé felderítve tudják meg, vajon elérték-e a konföderációs erők visszavonulását, vagy nem. Ezek a katonák a Harrison's Island nevű szigeten átkelve felmásztak a part menti Ball's Bluff magaslatára és másfél kilométeren belül láttak valamit, amiről azt hitték, hogy legalább 30 fős konföderációs tábor. Az őrjárat kb. este tízre visszatért Harrison's Islandre és hírvivővel jelentést küldött Stone-nak Edward's Ferrybe.
Ezen jelentés alapján Stone valóban úgy gondota, hogy a konföderációs erők elhagyták Leesburg környékét és további felderítést határozott el. Miközben alakulatai egy részét Edward's Ferrynél a túlpartra vezette, Stone parancsot adott Charles Devens ezredesnek, hogy a 15. massachusettsi ezred 300 katonájával éjszaka keljen át Ball's Bluffnál. Stone utasítása a következőképpen szólt: "Az éjszaka leple alatt menjenek a tábor helyszínére, támadják meg és semmisítsék meg hajnalban... és térjenek vissza sietve a szigetre." Devens végrehajtotta az utasítást és bonyolult átkelést hajtott végre három apró csónakon, egyszerre mindössze 10 katonát átvive. Az átkelés ilymódon önmagában négy órát vett igénybe. Stone döntési teret hagyott Devensnek annak megítélésében, hogy a támadás után mit csináljon; vagy Leesburgöt kellett megszállnia, vagy visszatérnie a Harrison szigetre. Stone a 15. massachusettsi ezredet is átküldte a folyón és aztán támogatásukra William R. Lee ezredes 20. massachusettsi ezredét is. Edward D. Baker ezredes és szenátor parancsot kapott az átkelt erő irányítására. Devens nem talált tábort a felderítők által látott előző helyszínen, mert azok valószínűleg kukoricagúlákat néztek sátraknak a sötétségben. Devens így megállt és új parancsokat kért. Stone Leesburg felé mozgatta előre az alakulatot. Devens itt megállt, több órát várt erősítésre, majd reggel 7 órakor elkezdődött az előcsatározás, mielőtt még Baker megérkezett volna.
Nathan G. "Shanks" Evans ezredes dandárja állt Stone hadosztályával szemben és mikor az átkelésről értesült, 2000 fős egységét megosztotta. Három ezrede Stone útját állta le Edward's Ferryből Leesburg felé, míg a maradékot Baker erejével szegült szembe Ball's Bluffnál. Mivel Baker nem jelentett semmit, Stone-nak fogalma sem volt az ütközetről és mivel útját a konföderációsok blokkolták, nem mozdult ki Edward's Ferryből. Mikor később a Harrison szigetre ért és tudomást szerzett a vereségről, segítséget kért McCalltól, de az legalább húsz mérföld távolságban volt ekkor.
Stone körülbelül 1000 embert veszített a holtakat, sebesülteket és fogságba esetteket számolva, míg a Konföderáció 160 főnél kevesebbet. Baker az elesettek között volt, ezzel az egyetlen olyan USA szenátorrá vált, aki hivatali ideje alatt harcban vett részt és négy golyó találta, így még az előtt meghalt, hogy a földre esett volna. Baker halála és a Ball's Bluff-i ütközet komoly következményekkel járt Stone számára és az amerikai polgárháború vezetésére is nagyban hatást gyakorolt. Október 24-i hivatalos jelentésében McClellan nem tartotta Stone-t személyében hibásnak a kudarcért, mondván „A katasztrófát a közvetlen parancsnok hibái okozták, nem Stone tábornoké.”

#### Letartóztatás és börtön
Stone viselte a nyilvános harag nagyját; az Kongresszus megalakította az Egyesült Államok Egyesített Hadügyi Bizottságát rögtön a sajtó méltató cikkei után. A hét emberből álló csoport Stone-t az első tanúk között idézte be meghallgatására és a vele együtt 39 másik tanú vallomását titokban tartották. 1861 októberének vége előtt Stone Ball's Bluffról benyújtott hivatalos jelentését kiszivárogtatták a New York Tribune újságjának. Ebben Stone bár dicsérte Baker bátorságát, de harcszintéri parancsnoki képességeinek hiányát nyilvánvalóvá tette. Baker kongresszusi szövetségesei, közte Andrew kormányzóval és Sumner szenátorral nyilvánosan bírálták a jelentést és Stone-t vádolták Baker helyett. Stone uniós hűségét és a rabszolgasággal kapcsolatos álláspontját is kritizálták és kétségbe vonták katonai hozzáértését és döntéseit. A bizottság megvádolta őt a Konföderációval való gyakori és helytelen kommunikációval, Bakernek nyújtott erősítés visszatartásával, és embereinek a rabszolgatartók tulajdonának védelmével és szökött rabszolgák visszaszolgáltatásával. Mindezt annak ellenére, hogy ez utóbbi kettőt Maryland államának és a szövetségi jognak volt része. Stone védekezését az is nehezítette, hogy parancsnokától, McClellen megtiltotta neki, hogy terveire, csapatmozgatási parancsaira, vagy diszlokációjára kitérjen a tanúvallomásában. Ez lehetetlenné tette számára, hogy saját utasításait megmagyarázza a bizottság előtt, de megmentette McClellant a bizottságtól.
Az árulás és hűtlenség gyanújába kevert Stone-t 1862. február 8-án nem sokkal éjfél után Edwin M. Stanton hadügyminiszter január 28-án kelt utasítására McClellan letartóztatta. George Sykes dandártábornok 18 katonával együtt várta washingtoni otthona előtt. Stone megjelentekor Sykes kijelentette "Életem legelviselhetetlenebb parancsát kell most kiviteleznem; letartóztatom Önt." Mikor Stone mérgesen azt kérdezte miért, Sykes úgy felelt „Fogalmam sincs. George B. McClellan vezérőrnagy, vezénylő tábornok utasítása alapján... Megtudhatja, hogy Fort Lafayette-be külik.” Stone-t letaglózta a hír és azt mondta: „De hát oda a szecesszionistákat küldik! Én olyan hűséges katona voltam, mint mindenki más.”
Stone-t őrizet alatt felrakták a Fort Lafayette katonai börtönbe induló vonatra. Mikor Philadelphia városában a depóban a kavarodásban Stone-nak saját magának kellett jegyet váltania. Az intézménybe érve azonnal magánzárkába tették, de előtte sikerült egy ügyvédet fogadnia és várta a hivatalos vádak megérkezését. A katonai szabályzat szerint erre a letartóztatástól számítva nyolc napon belül sor kellett kerüljön, de Stone esetében mégsem történt meg. Több levelet küldött McClellannek és a főhadsegéd irodájába, majd Stantonnak magának is, amiben kijelentette " ...a vádakat már azelőtt újragondolták, hogy közzétették volna...", de kielégítő magyarázatot nem kapott.
Az Egyesült Államok katonai büntetőtörvénykönyve ellenére soha nem emeltek vádat Stone ellen és tárgyalásra sem került sor. Amíg Fort Lafayette magánzárkájában ült, nem volt alkalma testgyakorlást végezni és egészsége elkezdett leépülni. Orvosa tiltakozott Stantonnál, aki elrendelte, hogy szállítsák át Fort Hamilton katonai börtönébe. Ott Stone már mozoghatott és így állapota is javulni kezdett. Ötven napot töltött Fort Lafayette-ben és további 139-et Fort Hamiltonban. Végül 1862. augusztus 16-án mindenfajta magyarázat, vagy bocsánatkérés nélkül elengedték. Ennek oka a kaliforniai James A. McDougall szenátor nevéhez köthető törvényjavaslat volt. Ennek egy másik törvényhez fűzött kicsíny toldalékában McDougall újraszövegezte az eddigi szabály, miszerint a vádat nyolc napon belül be kell nyújtani, úgy hogy ezt kiegészítve a tárgyalás nélkül fogva tartott tiszteket harminc napon belül szabadlábra kell helyezni. McDougall azt is kikötötte, hogy a törvényjavaslat az akkor éppen már letartóztatásban levőkre is vonatkozik. A törvényt a kongresszusban megszavazták és Abraham Lincoln törvénnyé jegyezte 1862. július 17-én. Stanton ezután további harminc napot várt, míg Stone-t szabadlábra helyezte.
Lehetséges, hogy Lincoln elnök maga rendelte el Stone letartóztatását. 1862. szeptember 30-án Henry W. Halleck vezénylő tábornok azt írta erről: "Úgy értesültem, hogy ezt az elnök utasítása alapján cselekedték."

#### Újra szabadlábon
Szabadon engedése után Stone visszatért Washingtonba és várta a további parancsokat és nevének tisztára mosásán fáradozott. Letartóztatása és elzárása ellenére szolgálataira továbbra is igényt tartottak. 1862 szeptemberében a Maryland hadjárat közben McClellan kérte a hadügytől, hogy korábbi beosztottja ismét foglalja el helyét, de Stanton elutasította. 1863 elején Joseph Hooker vezérőrnagy kérte Stone vezérkari főnöknek, miután a Potomac hadsereg parancsnokságát nem sokkal korábban átvette. Stanton ezt is megtagadta. 1863. február 27-én Stone végre hallhatta, milyen vallomás alapján rendelték el a letartóztatását és mivel McClellan ekkor már nem volt a főnöke, szabadon válaszolhatott a vádakra. Az Egyesített Bizottság elégedetten hallgatta őt és ezután közzétették felülvizsgálatukat, amelyben tisztázták Stone-t. A tények birtokában a New York Times újságra a következő összesítést írta:
|  | „Stone tábornok a lehető legnagyobb sérelmet szenvedte el; olyasféle gonoszságot, amely bizonyára fekete folt marad a nemzeti oldal történelmén a háborúban.” |
|  | |

1863. májusáig beosztás nélkül maradva Stone-t az Öbölmenti hivatalhoz rendelték, ahol a Port Hudson ostromát lezáró fegyverletételi bizottságban szolgált, illetve később a Red River hadjárat során Nathaniel P. Banks vezérőrnagy törzsfőnökeként. 1864. április 4-én azonban Stanton közölte, hogy Stone-t elbocsátotta az önkéntes hadseregből és így hivatásos ezredesi rangját kapta vissza. Ebbéli minőségében dandárparancsnoki beosztásban szolgált egy ideig a Potomac hadseregben, Petersburg ostrománál, de végül 1864. szeptember 13-án leszerelt.

## A polgárháború utáni élete

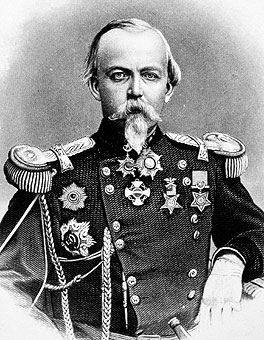
Stone pasa az egyiptomi hadseregben.

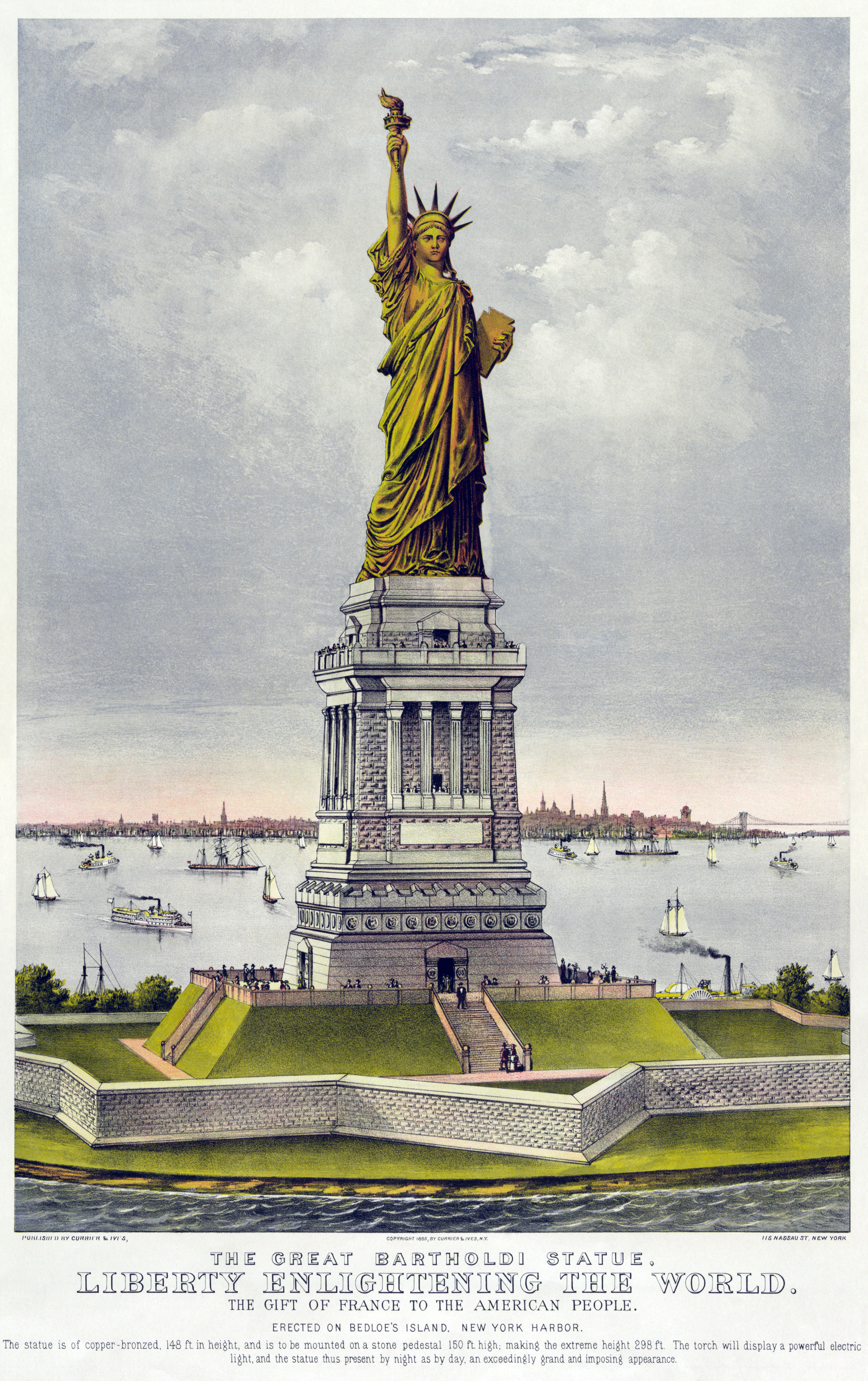
A Szabadság szobor Ellis Islanden. A szobor zöldben.

A polgárháború 1865-ös vége után Stone mérnökként és később a Dover Mining Company szuperintendánsaként dolgozott 1869-ig. 1870-ben William T. Sherman, ekkor a hadsereg vezénylő tábornoka ajánlotta az egyiptomi hadseregnek szolgálatait. 1870-től 1883-ig Iszmail pasa, az  egyiptomi khedive szárnysegédje és törzsfőnökeként szolgált. Egyiptomban ferik rangra léptették elő, amely megfelel az altábornagynak és így Ferik pasa lett. Stone egyiptomi karrierjét a következőképpen lehet összefoglalni:
|  | „Stone jól szolgálta a Khedivét, nagyvezérkart csinált, Egyiptom határait tágította és iskolákat alapított a katonák és gyermekeik oktatására. Iszmail Khedive és utóda, Tewfik pasa mellett maradt 13 évig. Mikor a brit hadsereg bombázni kezdte Alexandriát és az arabok fellázadtak az egyiptomi hadsereg ellen, Stone-t még akkor is Tewfik mellett maradt Alexandriában, mialatt a felesége és lányai Kairóban voltak csapdába esve.” |
|  | |

Stone 1883-ban visszatért az államokba, ahol a Florida Ship Canal Companynek dolgozott mérnökként. 1884-ben kinevezték a Szabadság szobor projektjének élére a new york-i kikötőben. Megtervezte és felügyelte Szabadságszobor talapzatának beton alapját és a Franciaországból megérkező szobor összeállítását. Stone volt 1886. október 28-án a leleplezés menetének ceremóniamestere. Pár hónappal később megbetegedett és New York Cityben meghalt. Stone a West Point temetőjében hantolták el.
Első felesége, Maria Washington, D.C.-ben halt meg nem sokkal azután, hogy Stone kiszabadult Fort Hamiltonból. 1863-ban a new orleansban töltött ideje alatt szerelmes lett Jeanne Stone-ba akivel megházasodtak és két lányuk valamint egy fiuk született. A fiú, John Stone Stone később a vezeték nélküli távírás területének egyik úttörője lett. 